# Toussaint
Toussaint – miejscowość i gmina we Francji, w regionie Normandia, w departamencie Sekwana Nadmorska.
Nazwa miejscowości oznacza z francuskiego dosłownie Wszyscy Święci i jest także nazwą święta obchodzonego przez chrześcijan 1 listopada.
Według danych na rok 1990 gminę zamieszkiwało 741 osób, a gęstość zaludnienia wynosiła 165 osób/km² (wśród 1421 gmin Górnej Normandii Toussaint plasuje się na 322. miejscu pod względem liczby ludności, natomiast pod względem powierzchni na miejscu 726.).